# Campionato europeo individuale femminile di scacchi 2021
Il Campionato europeo individuale femminile di scacchi 2021 (nome ufficiale European Individual Women's Chess Championship 2021) è un torneo di scacchi organizzato dalla Federazione scacchistica della Romania e dalla Universul Chess Club con il patrocinio dell'ECU. Si è disputato a Iași dal 9 al 20 di agosto del 2021 e ha assegnato il titolo di Campionessa d'Europa. La competizione è stata vinta dal grande maestro rumeno Elina Danielyan.
Il torneo dava diritto alla partecipazione alla Coppa del Mondo femminile di scacchi 2022 alle prime 10 classificate. L'evento si tiene presso l'Hotel Unirea. La precedente edizione era stata vinta da Alina Kašlinskaja.

## Formula
L'iscrizione al campionato è aperta a tutti i giocatori iscritti a una delle federazioni appartenenti alle zone che vanno dalla 1.1 alla 1.10 (Europa). La formula è quella del sistema svizzero con 11 turni. La cadenza di gioco è 90 minuti per le prime 40 mosse, 30 minuti aggiuntivi da mossa 41 e 30 secondi di incremento per mossa, partendo da mossa 1.

### Spareggi
La formula degli spareggi è identica a quella che verrà utilizzata nella Coppa del Mondo femminile del 2022, con la cadenza di gioco che continua a decrescere in caso di ulteriore parità sino ad arrivare al sudden death. Ovvero:
- due partite rapid a 25 minuti, 10 secondi di incremento a mossa da mossa 1.
- due partite blitz a 10 minuti, 10 secondi di incremento a mossa da mossa 1.
- due partite blitz a 5 minuti, 3 secondi di incremento a mossa da mossa 1.
- una partita sudden death in cui il bianco ha 5 minuti e il nero 4, ma il nero vince anche con la patta. 2 secondi di incremento a mossa da mossa 61.[3]

### Montepremi
Il montepremi complessivo è di 60 000 euro, dei quali 10 000 andranno alla vincitrice del torneo, 8 000 alla seconda e 6 000 alla terza, fino ai 1 000 del 20º classificato.

## Pandemia di Covid-19
Il torneo prevede alcune norme anti-covid:
- I partecipanti e gli accompagnatori dovranno effettuare un test PCR con risultato negativo non più tardi delle 72 ore precedenti il primo imbarco.
- Durante la competizione sono previsti alcuni test rapid per il COVID-19
- Nel caso che l'evento venga interrotto entro il sesto turno, esso riprenderà in formato hybrid, completando almeno nove turni.
- Nel caso che l'evento venga interrotto dal settimo turno in poi, il torneo verrà ritenuto concluso e verrà presa in considerazione la classifica a partire dal settimo turno.[3]

## Partecipanti
Di seguito le prime dieci partecipanti per punteggio Elo.
| Nr. | Nome                          | Elo  |
| --- | ----------------------------- | ---- |
| 1   | Nino Batsiashvili (Georgia)   | 2487 |
| 2   | Bela Khotenashvili (Georgia)  | 2471 |
| 3   | Lela Javakhishvili (Georgia)  | 2470 |
| 4   | Günay Məmmədzadə (Azerbaijan) | 2460 |
| 5   | Anastasia Bodnaruk (Russia)   | 2449 |
| 6   | Marsel Efroimski (Israele)    | 2446 |
| 7   | Meri Arabidze (Georgia)       | 2438 |
| 8   | Ol'ga Girja (Russia)          | 2425 |
| 9   | Olga Badelka (Bielorussia)    | 2418 |
| 10  | Julija Os'mak (Ucraina)       | 2418 |

## Classifica
Classifica dopo 11 turni (prime venti posizioni):
| P. | Nome                                | Elo  | Punti | Perf. |
| -- | ----------------------------------- | ---- | ----- | ----- |
| 1  | Elina Danielyan (Armenia)           | 2407 | 9,0   | 2404  |
| 2  | Julija Os'mak (Ucraina)             | 2418 | 8,5   | 2388  |
| 3  | Oliwia Kiołbasa (Polonia)           | 2288 | 8,0   | 2372  |
| 4  | Nataliya Buksa (Ucraina)            | 2413 | 8,0   | 2334  |
| 5  | Anna Sargsyan (Armenia)             | 2388 | 7,5   | 2370  |
| 6  | Gülnar Məmmədova (Azerbaijan)       | 2385 | 7,5   | 2360  |
| 7  | Bela Khotenashvili (Georgia)        | 2471 | 7,5   | 2358  |
| 8  | Mai Narva (Estonia)                 | 2276 | 7,5   | 2346  |
| 9  | Meri Arabidze (Georgia)             | 2438 | 7,5   | 2329  |
| 10 | Leya Garifullina (Russia)           | 2385 | 7,5   | 2327  |
| 11 | Olga Badelka (Bielorussia)          | 2418 | 7,5   | 2324  |
| 12 | Deimante Daulyte-Cornette (Francia) | 2408 | 7,5   | 2321  |
| 13 | Sophie Milliet (Francia)            | 2403 | 7,5   | 2304  |
| 14 | Nino Batsiashvili (Georgia)         | 2487 | 7,0   | 2368  |
| 15 | Gunay Mammadzada (Azerbaijan)       | 2460 | 7,0   | 2364  |
| 16 | Teodora Injac (Serbia)              | 2370 | 7,0   | 2346  |
| 17 | Lela Javakhishvili (Georgia)        | 2470 | 7,0   | 2339  |
| 18 | Alexandra Zherebtsova (Russia)      | 2188 | 7,0   | 2322  |
| 19 | Aleksandra Maltsevskaya (Russia)    | 2409 | 6,5   | 2362  |
| 20 | Jolanta Zawadzka (Polonia)          | 2403 | 6,5   | 2361  |